# Sejamae
Pour plus de détails, voir Fiche technique et Distribution.
Sejamae (세자매) est un film sud-coréen réalisé par Lee Seung-won, sorti en 2020.

## Synopsis
Trois sœurs aux personnalités très différentes se retrouvent pour l'anniversaire de leur père et revisitent leur sombre passé.

## Fiche technique
- Titre : Sejamae
- Titre original : 세자매
- Titre anglais : Three Sisters
- Réalisation : Lee Seung-won
- Scénario : Lee Seung-won
- Musique : Park Ki-heon
- Photographie : Cho Young-Chen
- Montage : Yeonji Sohn et Kim Byeong-O
- Production : Lee Joon-dong (producteur délégué)
- Société de production : Studio UP
- Pays :  Corée du Sud
- Genre : Drame
- Durée : 115 minutes
- Dates de sortie : 
  -  Corée du Sud : 18 septembre 2020 (Festival international du film de Jeonju), 27 janvier 2021

## Distribution
- Moon So-ri : Jeon Mi-yeon
- Jang Yoon-ju : Mi-ok
- Jo Han-chul : Donguk
- Hyun Bong-sik : Sangjun
- Kim Ga-hee : Bomi
- Jang Dae-woong : Sungwoon
- Kim Mi-kyung : la mère
- Lee Chang-hoon : le pasteur
- Kyung Da Eun : Ha-eun

## Distinctions
Le film a été nommé pour cinq Blue Dragon Film Awards et en a reçu deux : meilleure actrice pour Moon So-ri et meilleur second rôle féminin pour Kim Sun-young.